# Salvador (keresztnév)
A Salvador spanyol eredetű férfinév (a latin SALVATOR szóból), jelentése: megváltó.

## Névnapok
- február 8.
- március 13.
- szeptember 28.
- október 17.
- október 24.

## Alakváltozatok
- Szalvátor, névnapok: március 18., augusztus 5.

## Híres Salvadorok
- Salvador Dalí

## További keresztnevek
- Magyar névnapok listája dátum szerint
- Magyar névnapok listája betűrendben